# Hunt Stromberg
Hunt Stromberg (Louisville, 12 juli 1894 – Santa Monica, 23 augustus 1968) was een Amerikaans filmproducent.

## Levensloop
Voordat Hunt Stromberg aan de slag ging in de filmindustrie, was hij werkzaam als verslaggever voor de St. Louis Times. Begin jaren 20 begon hij komedies te produceren met zijn eigen productiemaatschappij. Zijn korte films draaiden veelal rond de ex-worstelaar Bull Montana. Bij enkele films voerde Stromberg ook zelf de regie.
Vanaf 1925 legde Stromberg zich toe op ernstiger thema's. Zijn repertoire bestond vooral uit westerns en dramafilms. In 1928 produceerde hij White Shadows in the South Seas. Daarbij werkte hij voor het eerst samen met regisseur W.S. Van Dyke. Stromberg produceerde later vier van de vijf delen van diens misdaadcyclus The Thin Man.
Bij de filmmaatschappij MGM behaalde Stromberg zijn grootste successen. Met The Great Ziegfeld won hij in 1937 de Oscar voor beste film. Op dat ogenblik was hij een van de tien best betaalde Amerikanen. Toen de filmproducent Irving Thalberg stierf en Louis B. Mayer in 1936 de leiding nam over MGM, oogstten de producties van Stromberg minder bijval. Midden jaren 40 verliet hij de filmmaatschappij, omdat Mayer geen onafhankelijke producenten wilde steunen. De overstap van Stromberg naar United Artists was geen succes.
Niettemin was Stromberg intussen een vermogend man. Door investeringen in renbanen in Los Angeles verdiende hij ook veel geld buiten de filmbranche. Toen zijn vrouw stierf in 1951, trok hij zich definitief terug uit de filmindustrie.

## Filmografie
- 1921: Eden and Return
- 1922: Boy Crazy
- 1922: The Punctured Prince
- 1922: A Ladies Man
- 1922: Glad Rags
- 1922: Glad Days
- 1923: Rob 'Em Good
- 1923: The Two Twins
- 1923: Snowed Under
- 1923: High Society
- 1923: One Wild Day
- 1923: Breaking Into Society
- 1924: The Fire Patrol
- 1924: A Cafe in Cairo
- 1924: The Flaming Forties
- 1925: The Texas Trail
- 1925: Off the Highway
- 1925: The Primrose Path
- 1925: The Prairie Pirate
- 1928: White Shadows in the South Seas
- 1928: Our Dancing Daughters
- 1929: The Bridge of San Luis Rey
- 1929: Thunder
- 1929: Where East Is East
- 1929: Our Modern Maidens
- 1931: The Easiest Way
- 1931: Le Chanteur de Séville
- 1931: Guilty Hands
- 1932: The Beast of the City
- 1932: The Wet Parade
- 1932: Letty Lynton
- 1932: Red Dust
- 1933: Penthouse
- 1933: Stage Mother
- 1933: Bombshell
- 1933: The Prizefighter and the Lady
- 1933: Eskimo
- 1934: Laughing Boy
- 1934: The Thin Man
- 1934: Hide-Out
- 1934: Chained
- 1934: The Painted Veil
- 1935: Naughty Marietta
- 1935: Ah, Wilderness!
- 1936: Rose-Marie
- 1936: Wife vs. Secretary
- 1936: The Great Ziegfeld
- 1936: Small Town Girl
- 1936: After the Thin Man
- 1937: Maytime
- 1937: Night Must Fall
- 1937: Tarantella
- 1938: Marie Antoinette
- 1938: Sweethearts
- 1939: Idiot's Delight
- 1939: The Women
- 1939: Another Thin Man
- 1940: Northwest Passage
- 1940: Susan and God
- 1940: Pride and Prejudice
- 1941: They Met in Bombay
- 1941: Shadow of the Thin Man
- 1942: I Married an Angel
- 1943: Lady of Burlesque
- 1944: Guest in the House
- 1945: Delightfully Dangerous
- 1946: Young Widow
- 1946: The Strange Woman
- 1947: Dishonored Lady
- 1947: Lured
- 1949: Too Late for Tears
- 1950: Between Midnight and Dawn
- 1951: Mask of the Avenger